# Gustav Adolf Skalský

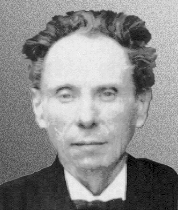
Foto von Skalský (unbekanntes Datum).

Gustav Adolf Skalský  (* 3. März 1857 in Opatowitz, Bezirk Pardubitz, Österreich-Ungarn; † 28. Januar 1926 in Prag, Tschechoslowakei) war ein tschechischer evangelisch-lutherischer Theologe, Geistlicher und Hochschullehrer. Er tat sich hauptsächlich als Kirchenrechtler und -historiker hervor und erwarb sich auf diesen Fachgebieten große Verdienste. 

## Leben

### Herkunft und Ausbildung
Er kam 1857 als Sohn eines Lehrers und einer Pfarrerstochter im Dorf Opatowitz zur Welt, das damals zum Königreich Böhmen innerhalb des Kaisertums Österreich gehörte. Seine familiäre Konfession war der evangelisch-lutherische Glaube Augsburgischen Bekenntnisses (A. B.) und seine Schulausbildung mit theologischer Propädeutik absolvierte er am evangelischen Gymnasium in Teschen im Herzogtum Ober- und Niederschlesien. Anschließend immatrikulierte er sich 1876 für ein Studium an der Evangelisch-Theologischen Fakultät in Wien. Im Jahr 1879 wechselte er an die Friedrich-Alexander-Universität in Erlangen, wo er von Gerhard von Zezschwitz sowohl maßgeblich und nachhaltig im Sinne des fränkisch-orthodoxen Luthertums geprägt als auch zur Forschung über die religiöse Gemeinschaft der Böhmischen Brüder angehalten wurde. Schließlich wurde er 1898 mit der Dissertation Zur Geschichte der Evangelischen Kirchenverfassung in Österreich (bis zum Toleranzpatent) promoviert.

### Berufliche Karriere
Nach dem Studienabschluss wirkte Skalský zunächst als Pfarrer in der Kongregation A. B. seiner Heimatstadt und danach als Priester in den Dörfern Wilimow (Königreich Böhmen) und Groß Lhota (Markgrafschaft Mähren). Im Jahr 1895 folgte er einem Ruf auf den Lehrstuhl für Praktische Theologie an der Evangelisch-Theologischen Fakultät Wien. Er war dabei die zweite Wahl, nachdem der Wunschkandidat Ján Kvačala abgelehnt hatte, und trat das Amt 1896 an – als erster Tscheche im Wiener Lehrkörper. Vierzehn Jahre später wurde er 1909 parallel zu seiner akademischen Tätigkeit zum außerordentlichen Oberkirchenrat der evangelischen Kirche A. B. in Österreich ernannt. Er sollte dabei in diesem Zentralgremium einerseits die Anliegen der tschechischen Lutheraner vertreten. Andererseits galt es, in einer Ära zunehmender nationaler Spannungen die Beziehungen zwischen dem Oberkirchenrat und den mehrheitlich evangelisch-reformierten Tschechen zu verbessern und die in letzterer Gruppe zutage getretenen Sezessionsbemühungen zu unterlaufen, wobei Skalský mehrmals in schwierige Loyalitätskonflikte geriet.
Nach seiner Emeritierung am 1. Januar 1919 zog er nach Prag. An der dortigen Karls-Universität ließ er sich reaktivieren, erhielt den Posten als Professor für Kirchengeschichte und praktische Theologie und zeichnete als Gründungsdekan für den Aufbau der dortigen evangelisch-theologischen Hus-Fakultät verantwortlich. Der bereits 1918 vollzogenen Vereinigung zur unierten Evangelischen Kirche der Böhmischen Brüder stand er allerdings eher ablehnend gegenüber. Schließlich trat er 1925 endgültig in den Ruhestand und starb kurz darauf im Alter von 68 Jahren.

## Theologisches Wirken
In seinen wissenschaftlichen Arbeiten konzentrierte sich Skalský vor allem auf kirchenhistorische und kirchenrechtliche Themen – beispielsweise auf die böhmische Emigration, die Hussiten, die Comenius-Forschung und die Wiener Fakultätsgeschichte sowie auf das kirchliche Eherecht und das Kirchenverfassungsrecht. In Wien fungierte er darüber hinaus als geistlicher Leiter der „Brüder aus Hernals“ – einer Vereinigung der lutherischen Tschechen und Slowaken der Stadt, die eng mit Hermann von Tardys Verein zur Errichtung einer tschechischen evangelisch-reformierten Gemeinde zusammenarbeitete. 

## Publikationen (Auswahl)
Kirchengeschichte
- Upomínka na den konfirmace [Erinnerung an den Tag der Konfirmation]. Verlag von Karla Solce und Hoře Kutné, Wien und Prag, 1886, 141 Seiten.
- Der österreichische Staat und die evangelische Kirche in ihrem wechselseitigen Verhältnisse vom Jahre 1848–1861. In: Jahrbuch für die Geschichte des Protestantismus in Österreich. Band 19, 1898, Seiten 129–160.
- Husitství za hranicemi Čech [Der Hussitismus außerhalb der Grenzen Böhmens].  Verlag von Karla Solce, Wien und Prag, 1901.
- Aus dem Amtsleben des ersten mährisch-schlesischen Toleranz-Superintendenten. In: Jahrbuch für die Geschichte des Protestantismus in Österreich. Band 25, 1904, Seiten 308–346.
- Cesko-slovansky ïivel na evanjelickém bohosloveckém uíeni ve Vidní [Das tschechisch-slowakische Element an der Evangelisch-Theologischen Fakultät in Wien]. In: Casopis Musea Království Ôeského [Zeitschrift des Museums des Königreichs Böhmen]. Band 79, 1905, Seiten 46–60 & 242–251.
- Derer in Böhmen und Schlesien Exulanten-Fragstücke . Im Jahre 1673. In: Jahrbuch für die Geschichte des Protestantismus in Österreich. Band 26, 1905, Seiten 106–109.
- Die Unionsfrage in Österreich. In: Der österreichische Protestant. Band 32, 1907, Seiten 330 ff.
- Bruder Lukas von Prag und die „Anweisungen für Priester“ vom Jahre 1527. In: Zeitschrift für Brüdergeschichte. 1908, Seiten 1–44.
- Der Exulantenprediger Johann Liberda. Ein Beitrag zur Geschichte der böhmischen Emigration. In: Jahrbuch für die Geschichte des Protestantismus in Österreich. Band 31, 1910, Seiten 117–179.
- Z dějin české emigrace XVIII. století [Aus der Geschichte der böhmischen Emigration des 18. Jahrhunderts]. Chotěboř, 1911.
- Komenského osobnost po stránce náboženské [Comenius als religiöse Persönlichkeit]. In: Paedagogické Rozhledy [Pädagogische Revue]. Band 26, 1912.
- Aus der liturgischen Vergangenheit der evangelischen Kirche in Österreich seit dem Toleranzpatent. In: Jahrbuch für die Geschichte des Protestantismus in Österreich. Band 34, 1913, Seiten 159–183 & Band 35, 1914, Seiten 153–187.
- Quellen und Belege zur Geschichte der böhmischen Emigration nach Preußen. In: Jahrbuch für brandenburgische Kirchengeschichte. Band 9, 1913, Seiten 229–243 & Band 13, 1915, Seiten 63–87.
- Kazatel Jan Liberda a česká exulantská církev v Drážïanech [Prediger Johann Liberda und die böhmische Exulantengemeinde in Dresden]. In: Reformační sborník. Band 2, 1928, Seiten 10–25.
- Denár knížete Václava svatého a počátky českého mincovnictví [Der Denar des Heiligen Wenzels und die Anfänge der böhmischen Münzprägung]. Tschechische Akademie der Wissenschaften und Künste, Prag, 1929, postum.

Kirchenrecht
- Zur Geschichte der evangelischen Kirchenverfassung in Österreich (bis zum Toleranzpatent). In: Jahrbuch für die Geschichte des Protestantismus in Österreich. Band 18, 1897, Seiten 136–192 & Band 19, 1898, Seiten 1–73 & 206–261 (1898 auch als Monographie erschienen).
- Zur Reform des österreichischen Eherechtes. In: Jahrbuch für die Geschichte des Protestantismus in Österreich. Band 27, 1906, Seiten 1–58.
- Die Verwaltungsgrundsätze der evangelischen Kirche in Österreich im Lichte ihres Verhältnisses zum Staate. In: Das österreichische Verwaltungsarchiv. Band 3, Heft 9/10, 1906, Seiten 385–413.
- Die Ehegesetzgebung des Papstes Pius X. mit besonderer Rücksicht auf Österreich. In: Jahrbuch für die Geschichte des Protestantismus in Österreich. Band 38, 1917, Seiten 3–70.